# Пахомовская культура
Пахомовская культура — археологическая культура бронзового века, сложившаяся в Западной Сибири на северной окраине андроновского мира.
На западе граничила с черкаскульской культурой.
Пахомовская археологическая культура выделена в конце 1980-х гг. на основе материалов, полученных экспедициями Уральского университета при раскопках поселений и могильников позднего бронзового века в Тоболо-Иртышском междуречье.
Керамика представлена горшками с геометрическим орнаментом (треугольники, ромбы, зигзаги, меандры). В местах раскопок обнаружены костяные наконечники стрел. Постройки имели каркасно-столбовую конструкцию.
Основу хозяйства составляла охота и рыболовство. Также присутствовало коневодство и скотоводство.
На смену пахомовской пришла сузгунская культура.